# Marele Lac Sărat
Marele Lac Sărat (engleză Great Salt Lake) este o întindere mare de apă sărată situată în Marele Bazin în nordul statului nordamerican  Utah, SUA. Gradul de salinitate al lacului depășește cu mult concentrația în sare a apei marine.

## Date geografice
Lacul se află la altitudinea de 1.280 m deasupra n.m., are o lungime de 120 km și o lățime între 48 și 80 de km, ocupând suprafața de  4.400 km2. Adâncimea medie a lacului fiind de 4,5 m, atingând o adâncime maximă de 9 m. Lacul este rămășița unui lac preistoric (Lake Bonneville), un alt vestigiu al căruia este Great Salt Lake Desert (Marele Deșert de Sare) cu suprafața de 10.360 km² situat la vest de Marele Lac Sărat. Orașul din apropiere Salt Lake City a fost numit după lac. Marele Lac Sărat are patru afluenți principali care se varsă în Gilbert Bay aflat în sudul lacului:
- Bear River
- Weber River
- Apele scurse de pe versanții munților Wasatch Range și Uinta Mountains
- Jordan River care este scurgerea lacului Utah în Marele Lac Sărat

Lacul sărat este împărțit în două de digul construit pentru linia de cale ferată.
Concentrația în sare din partea de sud a lacului din cauza apelor aduse de râurile afluente este de 9 % iar în partea de nord concentrația de sare atinge 25 %. În lac trăiesc bacterii halofile care în nordul lacului dau apei un colorit roșiatic. Accesul la lac este dificil și periculos din cauza mareelor. Sarea lacului este formată în mare măsură din clorură de sodiu (cunoscuta sare de bucătărie) care reprezintă o rezervă de sare estimată la 5 milioane de tone.

## Nivelul apei lacului
Depinde de cantitatea de precipitații din regiune, fiind un bun indicator al climei din regiune, astfel nivelul minim este atins toamna.
Cota cea mai scăzută a apelor lacului a fost în anul 1963, care atins altitudinea de 1.277 m deasupra n.m. și cota maximă cu altitudinea de 1.284 m deasupra n.m. care a fost atinsă în anii 1986 și 1987.

## Floră, faună
Cu toate că lacul are o concentrație de sare care poate atinge un procent 27 %, în apa lacului trăiesc o serie de bacterii halofile și crustacei ca „Creveți” „Branchiopode” (Artemia salina), numărul lor a scăzut prin vânzarea lor ca hrană pentru pești.